# Elena Franco
Elena Franco es una deportista ecuatoriana que compitió en taekwondo. Ganó tres medallas de bronce en el Campeonato Panamericano de Taekwondo entre los años 1996 y 2000.

## Palmarés internacional
| Campeonato Panamericano | Campeonato Panamericano | Campeonato Panamericano | Campeonato Panamericano |
| Año                     | Lugar                   | Medalla                 | Categoría               |
| ----------------------- | ----------------------- | ----------------------- | ----------------------- |
| 1996                    | La Habana (Cuba)        | Medalla de bronce       | –43 kg                  |
| 1998                    | Lima (Perú)             | Medalla de bronce       | –43 kg                  |
| 2000                    | Oranjestad (Aruba)      | Medalla de bronce       | –51 kg                  |